# Cantonul Sainte-Sévère-sur-Indre
Cantonul Sainte-Sévère-sur-Indre este un canton din arondismentul La Châtre, departamentul Indre, regiunea Centru, Franța.

## Comune
- Feusines
- Lignerolles
- Pérassay
- Pouligny-Notre-Dame
- Pouligny-Saint-Martin
- Sainte-Sévère-sur-Indre (reședință)
- Sazeray
- Urciers
- Vigoulant
- Vijon